# Bulnes El Litral Airport
Bulnes El Litral Airport är en flygplats i Chile.   Den ligger i provinsen Provincia de Ñuble och regionen Región del Biobío, i den södra delen av landet, 400 km söder om huvudstaden Santiago de Chile. Bulnes El Litral Airport ligger 72 meter över havet.
Terrängen runt Bulnes El Litral Airport är platt. Närmaste större samhälle är Bulnes, 12,2 km nordost om Bulnes El Litral Airport.
Trakten runt Bulnes El Litral Airport består i huvudsak av gräsmarker. Runt Bulnes El Litral Airport är det ganska glesbefolkat, med 25 invånare per kvadratkilometer.